# Командно-дальномерный пост
Командно-дальномерный пост (сокращённо: КДП) — башенноподобная, как правило, бронированная конструкция на мачте или высокой надстройке корабля. Служит для установки оптических дальномеров, визира центральной наводки, индикаторов РЛС и других устройств. Командно-дальномерный пост выполняет функцию командного пункта управляющего артиллерийским огнём. Наведение КДП может производиться при помощи электрического привода или вручную, пост может также защищаться противоосколочным бронированием. Вес КДП, разработанных в СССР, в зависимости от конкретного типа колебался от 5,5 до 41 т, расчёт — от 4 до 9 человек.